# 萊爾市鎮
莱尔市鎮（丹麥語：Lejre kommune）是丹麥的一個市鎮，位於西蘭島中部，西臨伊瑟灣，東臨羅斯基勒灣。屬西蘭大區。面積240.07平方公里，2009年人口26,778人。行政中心为基克瓦爾瑟，第二大城镇莱尔。
2007年1月1日由原莱尔和另外兩個市鎮合併而成。 

## 图片

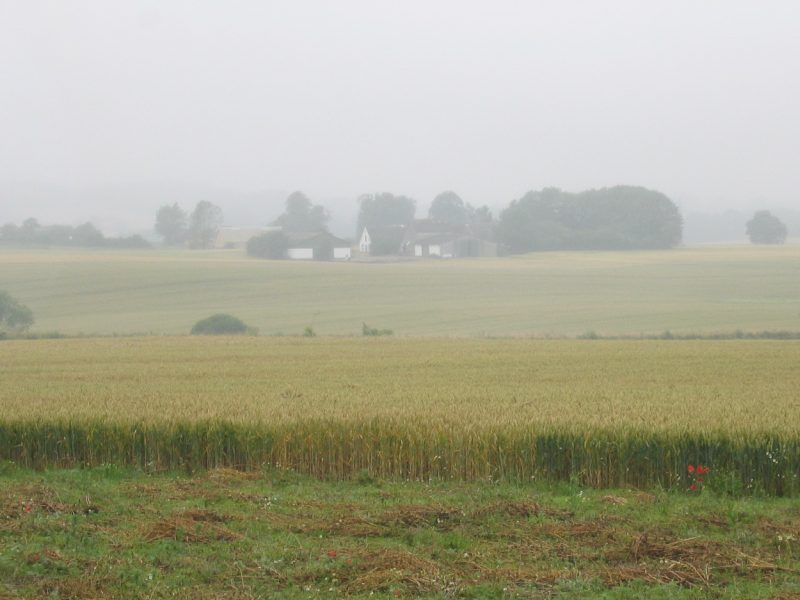
Lejre municipality is primarily rural.
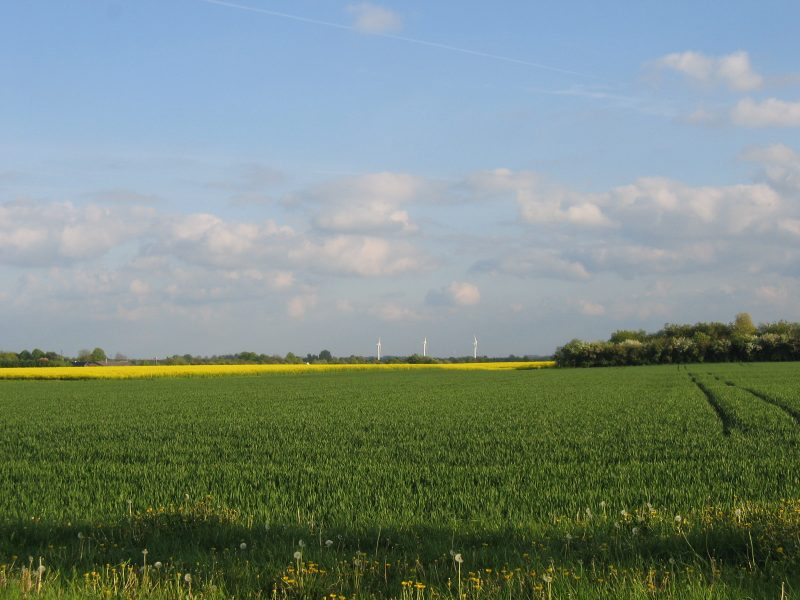
May 2004.
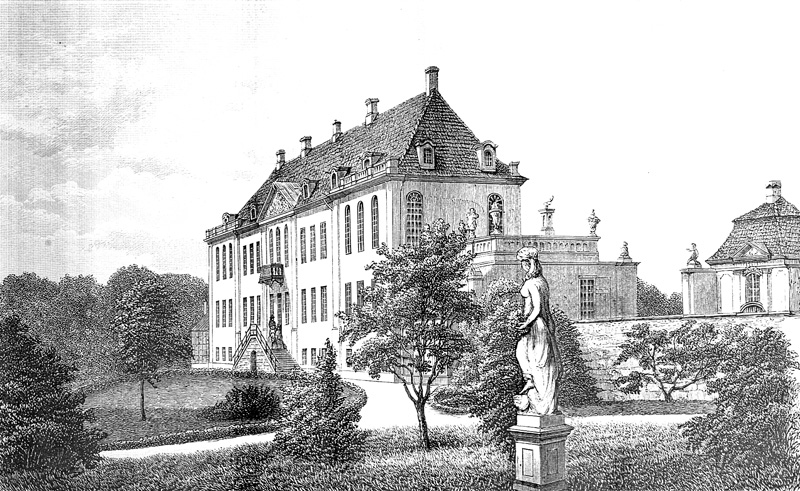
Ledreborg palace, 19th century drawing